# Rhipipalloidea madangensis
Rhipipalloidea madangensis is een vliesvleugelig insect uit de familie Eucharitidae. De wetenschappelijke naam is voor het eerst geldig gepubliceerd in 1999 door Maeyama, Machida & Terayama.